# Pekka Puupää
Pekka Puupää est un personnage de fiction créé par l'auteur de bande dessinée humoristique finlandais Ola Fogelberg (fi), dit Fogeli, dans le magazine coopératif social-démocrate Kuluttajain Lehti (fi).
Publiée directement en albums à partir de 1943, la série est reprise après la mort de Fogeli en 1952 par sa fille Toto Fogelberg-Kaila (fi), qui la dessine jusqu'en 1975, pour un total de 34 albums publiés de 1943 à 1976. De 1952 à 1960, la société Suomen Filmiteollisuus (en) en réalise une adaptation cinématographique en treize films (en). Visa Mäkinen (en) en réalise une nouvelle adaptation en 1985.
Le naïf Pekka et son ami Pätkä sont très populaire en Finlande et en Suède.
La série a donné son nom au plus ancien prix de bande dessinée finlandais, le Chapeau de Puupää, remis depuis 1972 à un auteur pour l'ensemble de son œuvre.

## Synopsis
Pekka Puupää (« Pierre le niais ») est un grand et maigre benêt dont la gentillesse n'a d'égale que la naïveté, ce qui le conduit à se faire escroquer régulièrement. Dans les premières années, il est principalement confronté au caractère acariâtre de son épouse Justiina dans de courtes histoires humoristiques visant à faire de la publicité pour la coopérative Elanto et à diffuser les idéaux sociaux-démocrates en critiquant le système en place.
Lorsque Fogeli transforme la série en une bande dessinée humoristique plus conventionnelle en 1943, il déplace son univers d'Helsinki la ville rurale imaginaire de Savikylä et recentre le strip sur la relation entre Pekka et son ami petit et gros Pätkä.